# اليودغانية
اليودغانية طائفة يهودية سميت على اسم مؤسسها، يودغان أو يهوذا همدان، أحد تلاميذ أبي عيسى الأصفهاني.واستمرت الطائفة في وجود في اصفهان عام 938.

## التاسيس
بعد هزيمة أبي عيسى وأتباعه العيسويين ( ويسمى ايضا الأصفهانيين) في الريّ بفترة وجيزة في أوائل القرن الثامن، فكّر يودغان في تأسيس طائفة جديدة من أتباع سيده المتفرقين. وكان يودغان أكثر حكمةً من أبي عيسى، فلم يدّعِ أن الله قد وكله مهمة تحرير اليهود من حكم الأمم وجعلهم مستقلين سياسيًا، بل اقتصر على دور النبي والمعلم، متخذًا لقب "الراعي"

## العقائد
تاثرت الطائفة اليهودية بشكل كبير بالصوفية حيث فسر التوراة بشكل خارجي وباطني وايضا مجازية مثل عدم وجود الجنة والنار ويوجد تشابه مع المركبة وهي احدى انواع التصوف اليهوديومن عقائد تحريم شرب الخمر وتحريم اكل لحم الحيوانات واعلن ان عدد صلوات سبعة وليست ثلاثة مثل بقية طوائف اليهود وربما بتأثير من المعتزلة، اعلن أنه لا يجوز تمثيل الله بصفات مادية،